# Pimoa
Pimoa là một chi nhện trong họ Pimoidae.

## Các loài
- Pimoa altioculata (Keyserling, 1886) – USA, Canada, Alaska
- Pimoa anatolica Hormiga, 1994 – China
- Pimoa breuili (Fage, 1931) – Spain
- Pimoa breviata Chamberlin & Ivie, 1943 – USA
- Pimoa crispa (Fage, 1946) – India
- Pimoa cthulhu Hormiga, 1994 – USA
- Pimoa curvata Chamberlin & Ivie, 1943 – USA
- Pimoa edenticulata Hormiga, 1994 – USA
- Pimoa gandhii Hormiga, 1994 – India
- Pimoa haden Chamberlin & Ivie, 1943 – USA
- Pimoa hespera (Gertsch & Ivie, 1936) – USA
- Pimoa indiscreta Hormiga, 1994 – India
- Pimoa jellisoni (Gertsch & Ivie, 1936) – USA
- Pimoa laurae Hormiga, 1994 – USA
- Pimoa lihengae Griswold, Long & Hormiga, 1999 – China
- Pimoa mephitis Hormiga, 1994 – USA
- Pimoa mono Hormiga, 1994 – USA
- Pimoa nematoides Hormiga, 1994 – Nepal
- Pimoa petita Hormiga, 1994 – USA
- Pimoa rupicola (Simon, 1884) – France, Italy
- Pimoa sinuosa Hormiga, 1994 – Nepal
- Pimoa vera Gertsch, 1951 – USA